# Matacães
Matacães is een plaats (freguesia) in de Portugese gemeente Torres Vedras en telt 1222 inwoners (2001).